# كلية الملك بلندن
كلية الملك بِلندن (بالإنجليزية: King's College London) هي جامعة بحثية عامة في إنجلترا تأسست عام 1829 على يد الملك جورج الرابع ودوق ويلنغتون الأول آرثر ويلزلي. تعدّ كلية الملك في لندن إحدى اعرق الجامعات في بريطانيا والعالم وذلك في مجال الاكتشافات العلمية وتعتبر من أفضل 39 جامعة حول العالم والسادسة في المملكة المتحدة في جودة الأبحاث حسب تصنيف يو إس نيوز لأفضل الجامعات العالمية. تضم الجامعة في طاقمها التدريسي وخريجيها ما لا يقل هن 11 شخصية أكاديمية بارزة حصلت على جوائز نوبل [بحاجة لمصدر] في الفيزياء وأهمها علم الأحياء والطب، ومن بين هذه الشخصيات تشارلز غلوفر باركلا، وأوين ويلانز ريتشاردسون وإدوارد فيكتور أبلتون.

## إحصائيات
يبلغ عدد طلاب الجامعة 25,187 طالب، منهم 10,190 طالب دراسات عليا.

## خريجون بارزون
- حياة سندي
- عمر إشراق
- محمد بحران

## أساتذة وأكاديميون بارزون
- سوزان ستاندرينغ

## وصلات خارجية
- الموقع الإلكتروني (بالإنجليزية)
- جولة افتراضية بكلية الملك في لندن نسخة محفوظة 27 نوفمبر 2015 على موقع واي باك مشين. (بالإنجليزية)
- قوائم كلية الملك في لندن للطلاب الذين تخرجوا منذ 80 سنة مضت، 1836– (بالإنجليزية)